# 重森弘淹
重森 弘淹（しげもり こうえん、1926年7月27日 - 1992年10月13日）は日本の写真評論家、華道家。

## 来歴
作庭家重森三玲の二男として岡山県上房郡に生まれる。名前はドイツの哲学者ヘルマン・コーエンに由来。同志社大学文学部中退後、月刊誌『いけばな芸術』の編集長となり、勅使河原宏らとともに、流派を超えた新しいいけばなの方向を模索し始めた。
一方、岡本太郎や花田清輝らの結成した「夜の会」、安部公房らによる「記録芸術の会」などに参加し、総合的な芸術への視野に立った活動を始めた。
1955年頃から、カメラ雑誌を中心に写真の評論活動を開始し、当時隆盛をきわめていた「リアリズム写真運動」を批判的に継承しつつ、細江英公、東松照明、奈良原一高らによる新しい写真表現の登場を支持し、さらに現代写真の始まりを告げるウィリアム・クライン、ロバート・フランクらの仕事をいち早く紹介、評論するなど、日本の現代写真の動向に大きな影響を与えた。
1958年「東京フォトスクール」を創立、1960年東京綜合写真専門学校と名称を変えて発展させ、自らの写真美学や批評精神を展開しつつ、写真家の育成に情熱を注いだ。
1973年4月、東京綜合写真専門学校出版局から隔月刊誌『写真批評』を創刊（7号 / 1974年まで） 、2023年春に復刊される。
日本写真批評家協会会員、東京綜合写真専門学校校長、多摩美術大学客員教授、武蔵野美術大学客員教授、日本映像学会常任理事を歴任、1992年没。享年66。
没後1993年「重森弘淹顕彰会」が設立され、写真評論賞(1995-2004)を主催した（1995年 第1回受賞者：清水穣）。
重森弘淹は批評家であると同時に教育者であった。基本的な思想は、『表現とは、作者の批評行為であり、それなくして表現は存在しない』というものである。この思想は東京綜合写真専門学校の理念として引き継がれ、多くの先鋭的で個性的な写真家を輩出し続けている。

## 主要著書
- 現代の写真／社会思想社／1962年
- 写真芸術論／美術出版社／1967年
- 写真の思想／潮出版／1972年
- カメラ・アイ　転形期の現代写真／日貿出版社／1974年
- 現代のいけばな／八坂書房／1980年
- 世界の写真家／ダヴィッド社／1990年
- 名作で辿る世界の写真史／編著／毎日新聞社／1993年
- 『日本写真全集』の編纂も行った。